# Горки Ленинские
Го́рки Ле́нинские — посёлок городского типа в Ленинском городском округе Московской области России.
Расстояние до административного центра, города Видное, 7 км. Расстояние до ближайшей железнодорожной платформы Ленинская 4 км.
В посёлке расположен музей-заповедник «Горки Ленинские», а также Научный архив Российской академии образования.

## История
В составе Московской губернии административно входило в состав Сухановской волости Подольского уезда.
В 1987 году Горки Ленинские получили статус рабочего посёлка, в состав которого помимо этого были включены посёлки экспериментальной базы «Горки Ленинские», Дома-музея В. И. Ленина, школы памяти Ленина.
С 2006 до 2019 года в рамках организации местного самоуправления Горки Ленинские были административным центром городского поселения Горки Ленинские Ленинского муниципального района. С 2019 года входят в Ленинский городской округ.

## Усадьба Горки

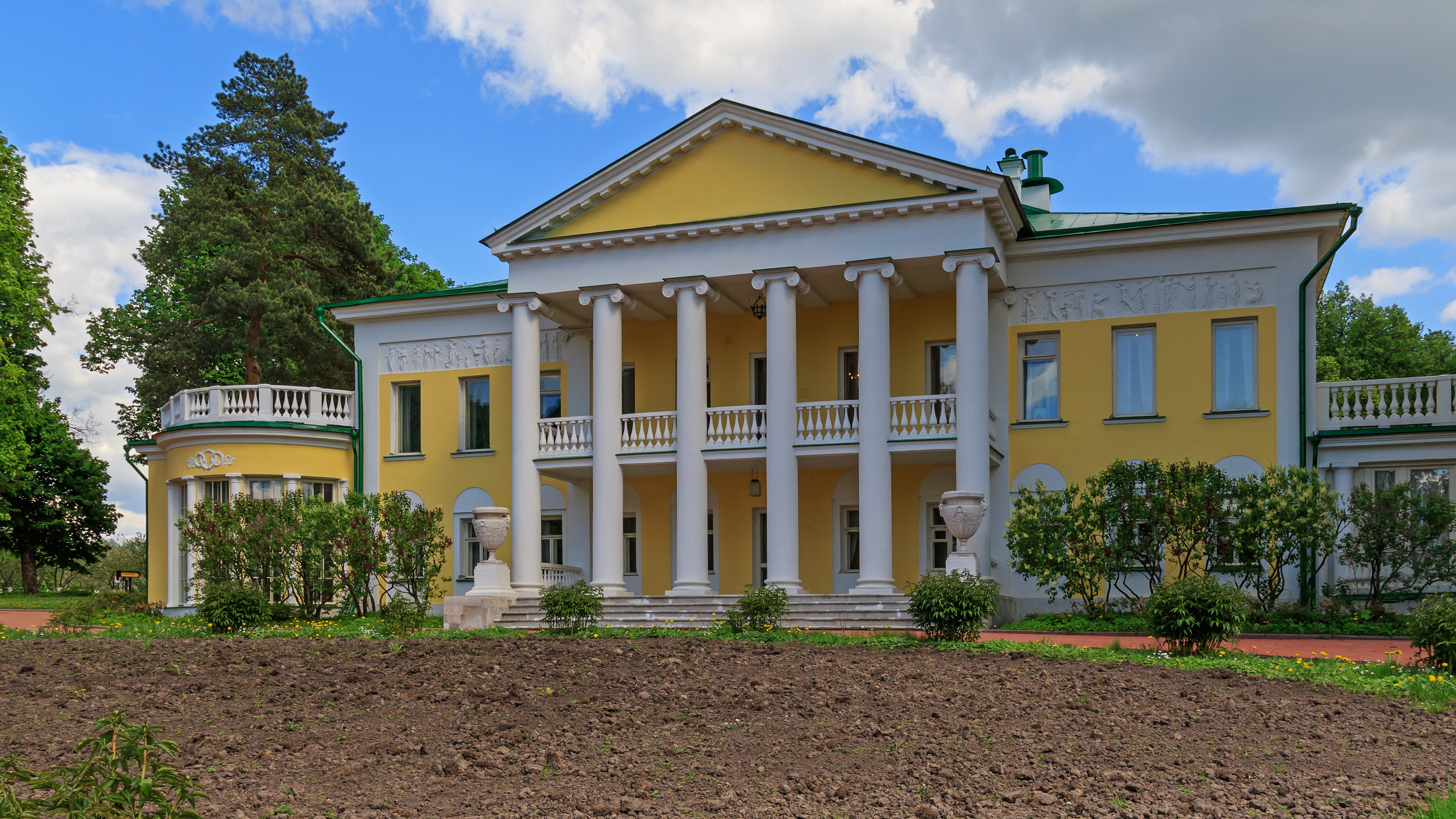
Главный дом

На протяжении нескольких столетий Горки были имением рода Спасителевых. В последней четверти XVIII века в селении Вышних Горках М. А. Спасителевой был сооружён в кирпиче жилой комплекс и разбит регулярный сад. При переходе владения к Дурасовым на рубеже XVIII—XIX веков застройка усадьбы была полностью обновлена.
Усадьба часто меняла владельцев, переходила из рук в руки, одно время принадлежала А. А. Писареву, доставшись ему в качестве приданого жены.
Водонапорная башня, хозяйственные постройки, беседки в парке появились в начале XX века, когда поместьем владела благотворительница, вдова и наследница миллионера Саввы Морозова — Зинаида Морозова, жившая здесь со своим третьим мужем — бывшим московским градоначальником Анатолием Рейнботом.

## Музей
Усадьба известна благодаря тому, что с зимы 1921—1922 годов и до самой смерти здесь жил В. И. Ленин. В усадьбе во многом сохранились дореволюционные интерьеры с обстановкой времён Зинаиды Морозовой. Уже в то время имение было телефонизировано.
Комплекс музея-заповедника включает в себя следующие объекты:
- Музей-усадьбу «Горки» с сохранённой мемориальной обстановкой, в которой жил, работал и умер Владимир Ленин;
- Музей В. И. Ленина;
- Музей «Кабинет и квартира В. И. Ленина в Кремле»;
- Музей крестьянского быта.

## Население
| 1989  | 2002  | 2006  | 2009  | 2010  | 2012  | 2013  |
| ----- | ----- | ----- | ----- | ----- | ----- | ----- |
| 1711  | ↗1729 | ↘1659 | ↗2061 | ↗3586 | ↗3652 | ↗3750 |
| 2014  | 2015  | 2016  | 2017  | 2018  | 2019  | 2020  |
| ↗3953 | ↗4097 | ↗4120 | ↘4096 | ↗4153 | ↗4217 | ↗4354 |
| 2021  | 2023  | 2024  |       |       |       |       |
| ↘3169 | ↗3182 | ↗3205 |       |       |       |       |